# Torre de les Conclues
La Torre de les Conclues o Torre de les Tinyoses, és una edificació en ruines al capdamunt del turó de les Conclues de Millà de 691,5 metres dins el municipi d'Ager a la comarca de la Noguera. Construida al segle XIII, va ser un lloc de vigilància dels estrets de la Noguera Ribagorçana. Actualment, s'ha vingut utilitzant per tancar els ramats.
Aquest cim està inclòs al llistat dels 100 cims de la FEEC.